# 笑み

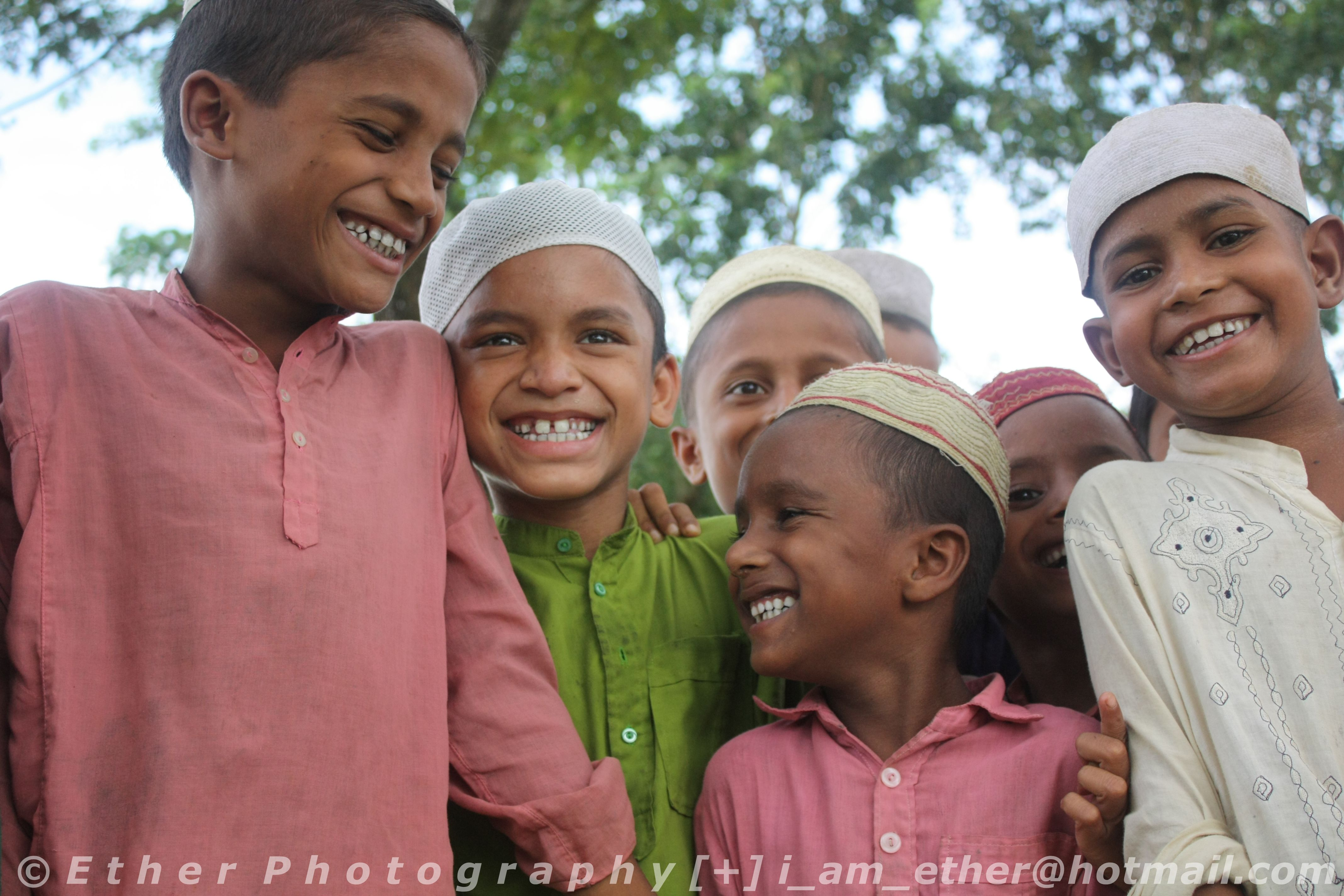
少年たちの笑顔

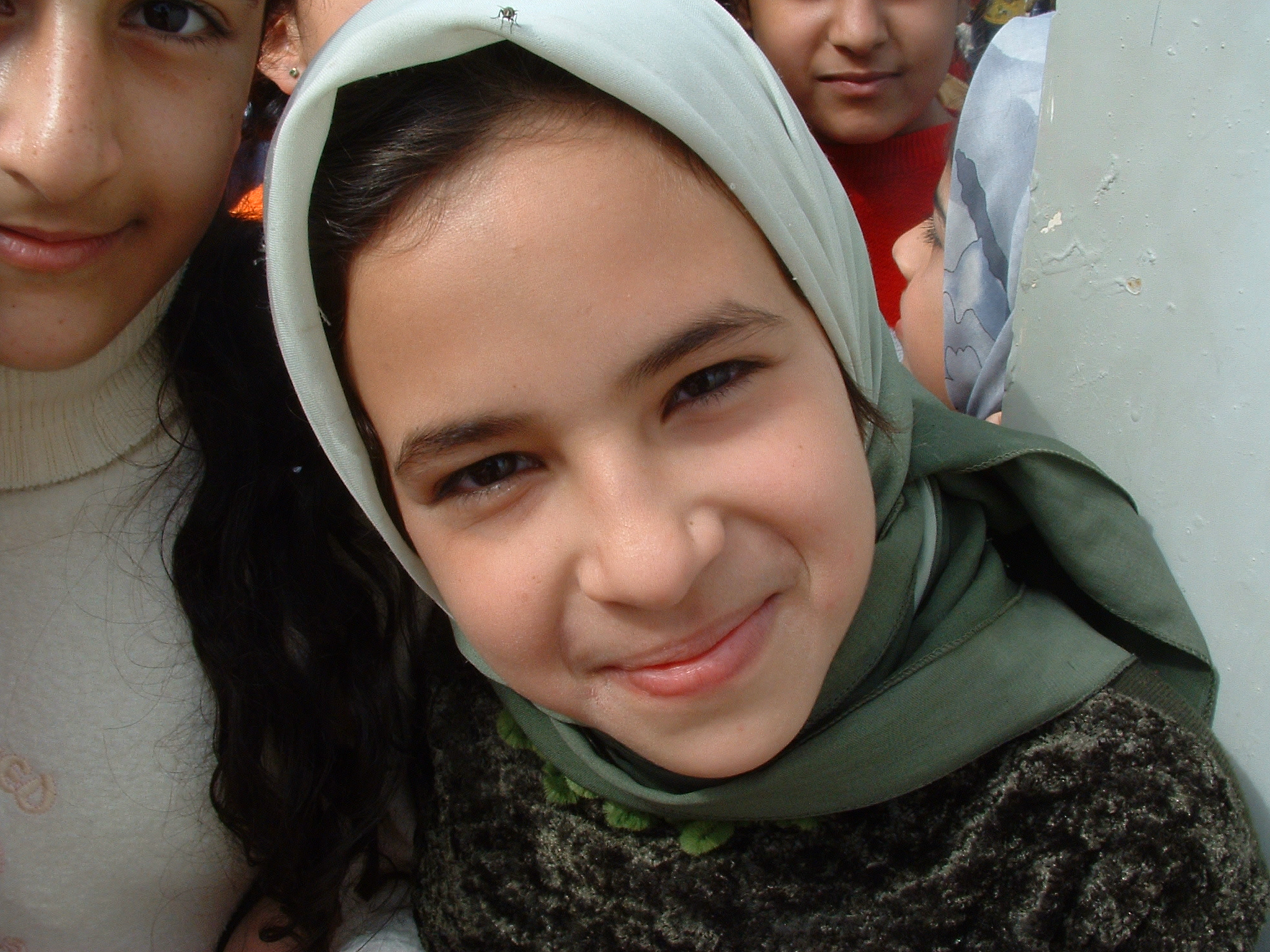
イラクの少女の笑顔

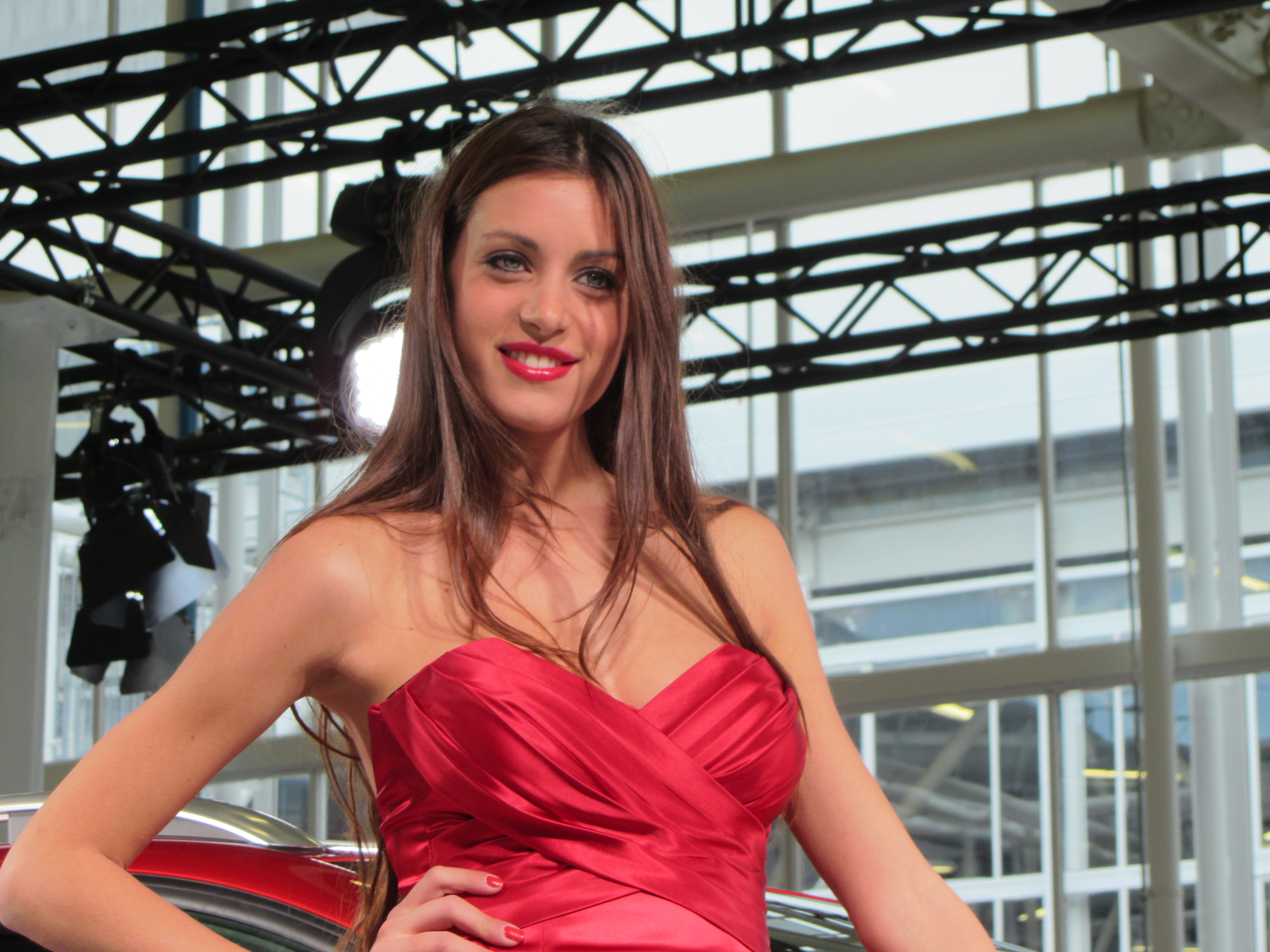
イタリアの女性の笑顔

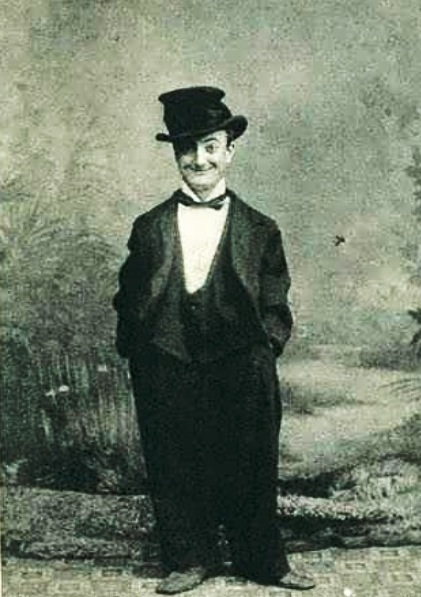
リトル・ティッチの笑顔

笑み（えみ、伊: sorriso、仏: sourire、英: smile）とは、声をたてずに、にこりと笑うこと。また、その顔は笑顔（えがお）とも呼ばれる。

## 概説
人間の表情のひとつで、嬉しさの現れであったり、好意の表現や、敵意を持たないこと表現するために使われる。嬉しくも楽しくもないが愛想のために無理して作った笑顔もある(作り笑顔)。

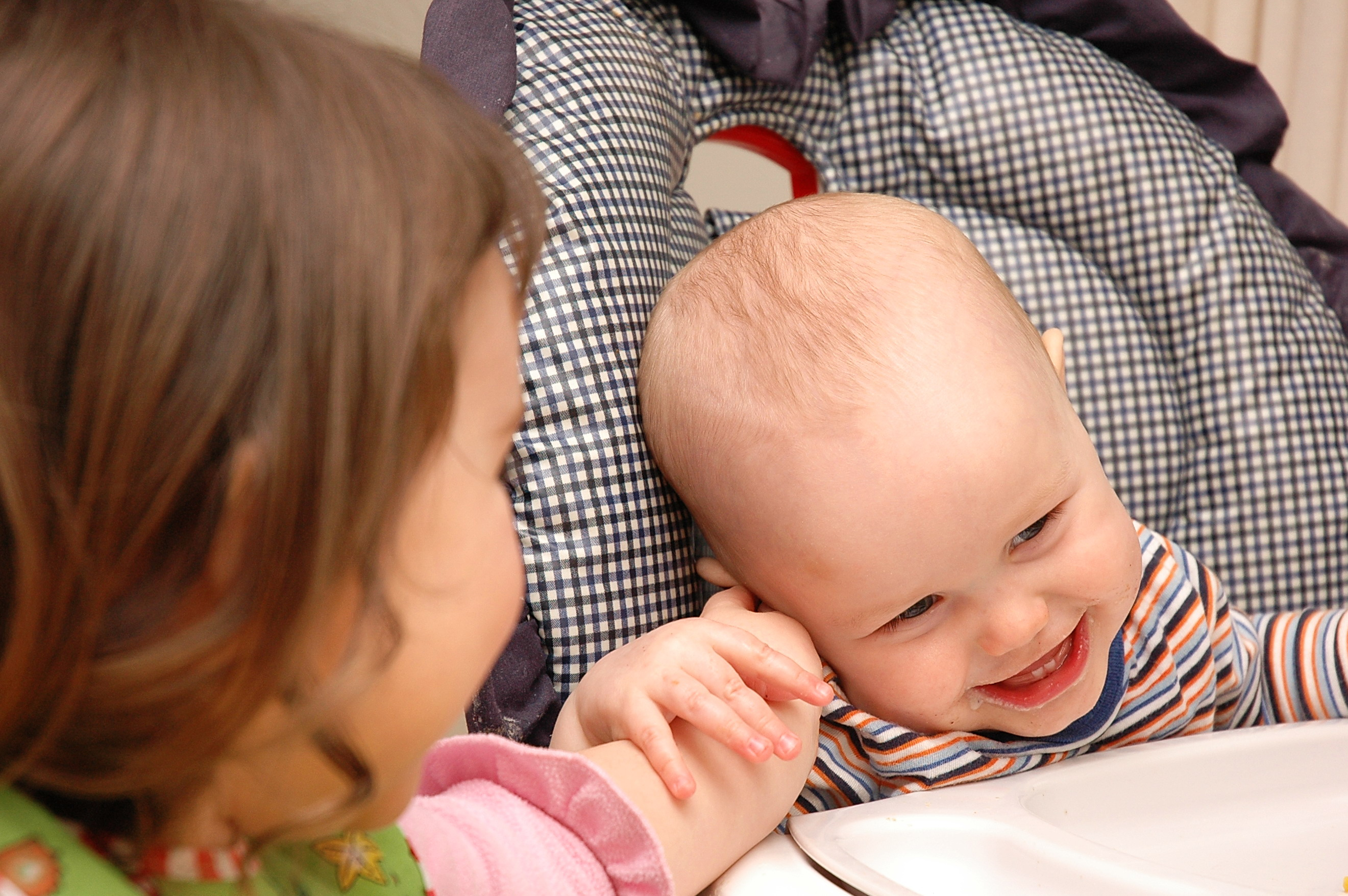
赤ちゃんの笑顔

なお、新生児は感情表現とは別に自然と微笑む（ような表情をみせる）「新生児微笑」を行う。この新生児の微笑行動は、人に限らず、猿の赤子にも見られる（後述）。

## 表情フィードバック仮説
表情フィードバック仮説は、笑顔などの表情が感情に影響を与える（例えば作り笑いによって気分が変化しうる）とする仮説である。この仮説をめぐる実証研究の結果は一貫せず、1980年代の実験では効果が支持された一方、2016年の17研究機関による大規模な追試ではその効果が確認されなかった。2019年のメタ分析では、表情が感情に及ぼす影響は統計的に有意だが効果量はごく小さいことが示された。このため現在では、表情が感情に与える効果は限定的で状況に左右されるとの見解が一般的である。

## 笑い
日本語の「笑い」は、可笑しさによって笑う「laugh」と、嬉しさによる笑み「smile」の二つの行為の意味を持つが、これらは異なったものである。とはいえ、近しいものでもある。笑いにはしばしば嘲りのニュアンスが加わったり、声が加わるのに対して、微笑みにはそのどちらもない。他に、つくり笑いや愛想笑い、苦笑い、泣き笑い等の様々な笑いの種類がある。
ただし、子供をあやしていると、笑みから次第に声が出て、やがて本格的に笑い出す場合もあるから、連続的な関係はある。

## 猿の新生児にも見られる微笑み
それまで人間とチンパンジーの赤子に特有とされてきた微笑みだが、2001年に京都大学霊長類研究所と聖心女子大学の共同チームがニホンザルのメスの新生児にも「自発的微笑」があることを確認している。くちびるを動かす際に両方の頬を動かす場合は微笑みではないが、聖心女子大教授の川上清文によれば、「片方の頬を動かす行為」から微笑むしぐさであると判断したとされる。

## 日本文化における笑み
小泉八雲の『日本瞥見記』内の「日本人の微笑」では、日本人の不自然な微笑に関して語られており、「愛する人が亡くなった重大な時にこそ、みだりに表情を表すことを控え、むしろ笑みを浮かべることを美徳としていた」とし、そうした日本人の美徳を外国人である小泉自身は不可解であったと記している。この日本人独特の微笑の不可解さは、新渡戸稲造著の『武士道』内においても説明されている。「悲しい時の微笑」を日本人独特とするのは、小泉自身が韓国にも旅をしており、葬式を見学した際、肉親のほとんどが大声をあげて泣いており、日本の葬式では見られないほど、率直な感情の吐露がみられたことによる。『武士道』内の説明によれば、悲しい時の微笑は、相手を気遣わせないための配慮であり、他人を心配させないための表情であるとしている。本来なら悲しむ時の状況であるにもかかわらず、作られる微笑み習慣は、現代でも一部で見られる。
2010年に行われた日本人とオランダ人の感情知覚の文化的差異を調べた研究によれば、日本人は感情の多感覚統合において、オランダ人よりも顔の表情よりも声のトーンに敏感であることが示唆されている。

モナ・リザ（レオナルド・ダ・ヴィンチの絵画）

## 記号としての笑顔
メールや掲示板、ブログなどでは補足的な感情表現の手段として、笑顔が顔文字やアイコンなどの形で利用されることが多い。
- 顔文字

(^^)(^O^)(´∇｀)(*^^)v(*^ω^*)
- Unicode

☺ 0x263a
☻ 0x263b
- アイコン

## 接客サービス
マクドナルドのメニューに「スマイル0円」が存在するように、サービス業では笑みが重要視されることが多い。こうした点を逆手に取り、キャセイパシフィック航空の労働組合では、労使交渉における戦術の一つとして笑顔の拒否を採用したことがある。